# Tiberi Guta
Tiberi Guta (llatí: Tiberius Gutta) va ser un senador romà del segle i aC.
Va ser un dels jutges en el judici contra Estaci Albi Opiànic, al qual els censors van condemnar en les investigacions que van seguir en el judicium Junianum (judici corrupte, pel nom del jutge Gai Juni), segons que explica Ciceró, al seu discurs Pro Cluentio.